# 小翼底鱂
小翼底鱂，為輻鰭魚綱鯉齒目鯉齒亞目底鱂科的其中一種，為亞熱帶魚類，分布於東太平洋美國加州莫羅灣至墨西哥下加利福尼亞半島淡水、半鹹水流域，體長可達10.8公分，棲息在沿岸海灣、河口區，生活習性不明，可做為觀賞魚。

## 擴展閱讀
維基物種上的相關：小翼底鱂